# La Ciénega (San Andrés Paxtlán)
La Ciénega es una comunidad en el municipio de San Andrés Paxtlán en el estado de Oaxaca. La Ciénega está a 2407 metros de altitud. 

## Geografía
Está ubicada a 16° 7' 12.72" latitud norte y 96° 18' 57.24" longitud oeste.

## Población
Según el censo de población de INEGI del 2010: la comunidad cuenta con una población total de 368 habitantes, de los cuales 182 son mujeres y 186 son hombres. Del total de la población 235 personas hablan alguna lengua indígena.

## Ocupación
El total de la población económicamente activa es de 126 habitantes, de los cuales 97 son hombres y 29 son mujeres.